# M4 카빈
M4 카빈(M4 carbine)은 M16A2 소총의 카빈 버전으로서 M16A2보다 짧고 가벼우며, 80%정도의 부품들이 M16A2와 호환된다. M4는 M16A2처럼 반자동과 3점사 사격이 가능하고, M4A1은 3점사 대신 완전자동 사격 기능이 있다. M4A1은 지속적인 자동사격시 발생하는 열을 효과적으로 발산시키기 위한 굵은 총열을 가지고 있는 경우가 있다. M4카빈은 미군 제식소총이다. 근거리에서 강한 화력을 필요로 하는 특수부대에서는 보통 M4A1CQBR을 사용한다.
M4 카빈은 과거에 개발되었던 M16 소총의 카빈 버전들(CAR-15, XM177)과 유사한 형태의 무기 체계로써, 이들은 모두 아말라이트 사의 AR-15을 기초로 만들어졌다.

## 역사와 변형들
최근 헤클러&코흐사에서 M4 카빈을 향상시킨 HK416(본래 HK M4로 불리었지만 콜트사와의 상표권 문제로 바뀌었다)을 내놓았다. HK416은 가스피스톤 방식을 사용하여, 가스 직동식을 사용하는 M4에 비해 신뢰성 및 유지보수성 면에서 향상되었다고 한다.
가스 직동식의 경우 연소 가스의 그을음이 노리쇠와 약실 등에 쌓이기 때문에 철저하고 빈번한 청소가 필요하고, 가스의 열로 인해 총이 과열되기 쉬운 단점을 가지고 있다. 총 과열 문제는 자동사격시에 특히 문제가 되고, 이는 자동사격을 빈번히 하는 특수부대원들에게 큰 문제이다.
그러나 약 2만발의 총알을 쏘아야 그을음이나 찌꺼기가 생기기 때문에 실제로 쓰는 병사들에게는 그렇게 큰 문제가 되지 않는다고 한다.
미육군 소속 75연대 레인저 부대에서 사용하는 M4A1은 FN SCAR로 교체될 예정이다. FN SCAR는 가스 피스톤 방식을 사용하여 높은 신뢰성을 가지고 있으며, 이 외에도 많은 개선이 이루어졌다. 일반 부대들의 M4도 FN SCAR로 교체될 가능성이 있다.
그러나 2011년 6월 25일, 미 국방부 산하 USSOCOM(미국 특수전투사령부)에서 SCAR중 5.56mm를 쓰는 Mk.16 Mod.0(SCAR-L)의 채용을 취소해 버림에 따라 앞으로 10~20년간 M4의 자리에는 변함 없을듯 하다.

## 종류

### M4
윗총몸 상단이 피카티니 레일로 평평하며 3점사 기능을 가지고 있다.

### M4A1
미 육군에서 M4의 3점사 기능을 보완하기 위해서 완전자동기능을 추가한 모델이다.

### Mk.18 CQBR
M4A1의 총열을 잘라낸 모양으로 길이를 더 줄인 모델이다. 이 모델은 별도의 다른 기종으로 분류되었다.

## 디자인
2001년 Special Operations Command의 연구에 따르면 M16 기반의 카빈은 여러 이유로 인해 "근본적으로 결함이 있다"고 한다. 가스 튜브를 짧게 하는 것은 여러 부작용들을 낳을 수 있는데, 그중 하나는 노리쇠의 폐쇄가 너무 일찍 풀려 탄피 배출 실패 등의 오작동을 일으키는 것이다. M4 카빈은 M16보다 과열이 더 잘되는 경향이 있다.

2002년 미 해병대의 테스트에서 M4는 M16A4보다 3배 더 많은 작동 불량을 일으켰다. 

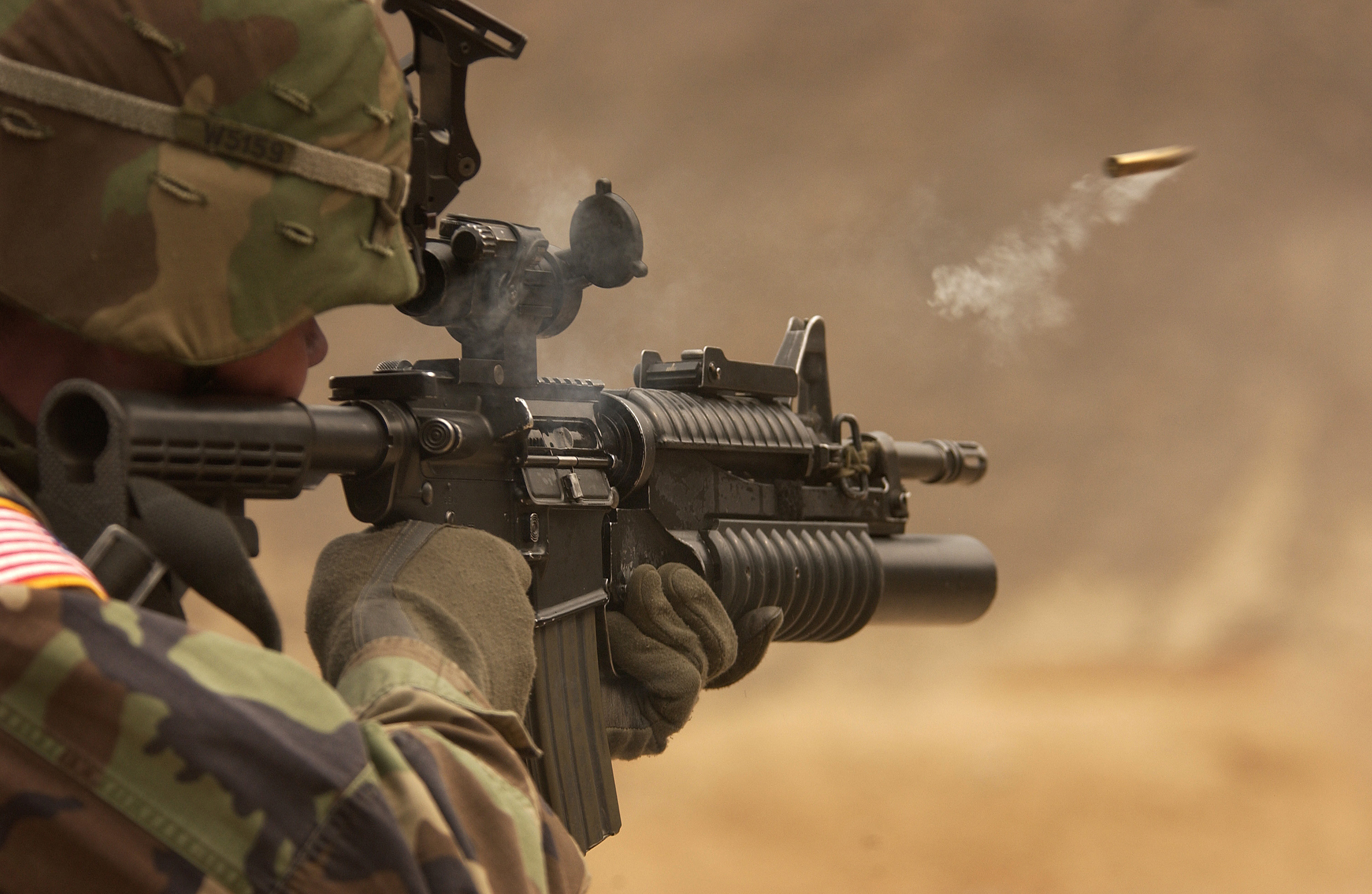
M203 유탄발사기와 M68 CCO가 장착된 M4로 사격 중인 장면. 배출된 탄피를 볼 수 있다.

그러나 이 문제는 약 2만발을 쏘았을때부터 심각하게 생기는 문제이고, 실전에서는 마구잡이로 난사하지 않기 때문에 실제 M4에 대한 불만은 많지 않은 편이다.

## 동작 방법
- 가스 직동식

가스가 노리쇠까지 직접 와서 노리쇠를 밀어주는 방식이다. 가스 피스톤이 존재하지 않아 반동이 적지만 탄매가 잘 끼어 신뢰성이 높지는 않다.

## 실전에서 얻은 교훈들
M4A1은 기존의 M16시리즈보다 길이가 짧아 실전에서 휴대성이 높다는 것이 인증되었고
확장성이 좋아서 도트사이트, 수직 손잡이 등을 자유자재로 탈부착할 수 있다.
하지만 과열이 되면 방열판까지 뜨거워져 자칫 데일 수 있다는 단점이 발견되었다. 또한 짧은 총열로 인한 다른 문제는 대략 1만여발을 발사하면 총기를 새로 보급을 받던가 아니면 전면 보수를 해야 할 정도로 총기 수명은 사실 그리 길지 않아 기존 M16시리즈와 비교해 내구성이 떨어진다는 평가를 받는다.
하지만 실제 전투에서 1만발을 계속해서 쏠 경우는 레인저나 네이비씰, 델타포스 등의 특수부대를 제외하면 적은 탓에 그렇게 큰 문제는 되지 않지만, 이 내구성 문제와 미해병대의 작전 특성상 제식총기로 M16A4를 사용한다. 하지만 미해병대도 M16A4가 실전에서 많은 문제점이 발견되어 자동사격이 가능한 모델로 교체했었으나 군수지원 일원화로 M4로 전량 교체중이다.
우선 제기되었던 문제는 관통력의 문제다. M4에 맞고 쓰러진 탈레반 병사가 다시 일어나 교전하는 경우가 몇 차례나 보고된 바 있기 때문이다. M4가 사용하는 M855탄은 원래 소련의 방탄복을 뚫기 위해 만들어진 탄환이다. 그런데 평상복을 입은 아프간이나 이라크의 테러범조차 탄환에 맞더라도 커다란 피해를 입지 않는 것이 아니냐는 의혹이있다.(M855탄은 방탄복을 뚫기 위해 관통력을 향상시켜 파편화 효과가 제한적으로 이루어져 큰 피해를 입지 않는 것이다)
또 하나는 총기 자체의 신뢰성이다. 2008년 7월 13일 와낫(Wanat) 전투에서 미군 공수부대원 40여 명이 방어하던 전투전초가 탈레반 200여 명의 기습을 받았다. 절대 다수의 적군을 상대로 방어하기 위해 미군은 치열하게 교전을 했는데, 특히 M4 소총들이 문제를 일으켰다. 치열한 교전 중에 연발로 발사를 해대자, 몇 정은 아예 총열이 터져버렸던 것이다. 증언에 의하면 30분 간 겨우 12탄창을 소모했음에도 작동불능에 빠져버린 총도 나타났다.
미군 수뇌부는 공식적으로는 M4에 어떤 문제도 없다는 입장을 표명했다. 그러나 실제로는 M4를 개선하기 위한 노력을 해왔다. 그리하여 M4 PIP(성능개량) 사업을 추진함과 동시에 심지어는 M4를 교체하는 사업까지도 추진했다. 미군은 2011년부터 차기소총선정사업인 IC(Individual Carbine)사업을 진행하다가 2013년 6월에 취소해버렸다. 이유는 신형소총들이 M4에 비해 뚜렷하게 뛰어난 점이 없다는 것이었다. 즉 앞으로도 계속 M4를 미군의 주력 제식소총으로 사용하겠다는 말이다.
콜트사가 아니라 미 육군이 M4 카빈 설계의 소유권을 가지고 있다. 이에 따라 콜트 이외의 회사도 M4를 만들어서 미군에 납품할 수 있게 되었다. 이렇게 되면서 HK416(헤클러&코흐), SIG516(시그사우어), M6(LWRC), SR556(루거) 등 다양한 제작사에서 M4 유사품을 생산해냈다. 특히 HK416은 안정적인 설계로 미국의 델타포스와 데브그루 등에 채용되는 등 상업적인 성공을 거두게 되었다.
이에 더하여 2012년 미군은 M4A1을 12만 정 추가구매하기로 결정했다. 이에 따라 굴지의 총기회사들이 한판 승부를 벌였다. 입찰 결과, 레밍턴이 초도물량 2만4천 정을 생산하며 이후에는 콜트와 레밍턴이 번갈아 공급하는 것으로 결정되었다. 그러나 레밍턴을 떨궈내기 위해 콜트는 미 육군을 상대로 소송을 제기했고, 결국 미육군은 기존의 계약선정을 무효화했다. 그리고 2013년 2월, FN사가 12만 정 전체생산을 맡도록 되었다. 콜트의 과욕이 오히려 비참한 결과를 가져온 셈이다.
미군은 현재 약 50만 정의 M4/M4A1 카빈을 보유하고 있다. 명실공히 보병 주력소총의 자리를 차지하고 있는 것이다. 그러다보니 M4시리즈도 Mk12 SPS나 Mk18 CQBR 등 다양한 변형들로 발전해오고 있다. 심지어는 특유의 삼각형 가늠자를 제거한 SOPMOD 블록2 모델까지 실전에 나타나고 있다. M4A1은 90년대 초 탄생한 이후 무려 90여 가지 사항이 개량되면서 꾸준히 발전을 거듭해왔다. 비록 완벽하진 않을지라도 수십 년에 걸쳐 전장터의 요구에 충실한 무기체계를 만들려는 노력의 결과가 바로 지금의 M4 카빈인 것이다.
현재 미군은 M4 PIP사업을 2단계로 나누어 추진중이다. 우선 1차 사업에서는 기존의 M4를 M4A1으로 개조한다. 이에 따라 M4 35만여 정이 연발사격기능을 갖추고 강화된 총열을 채용하게 된다. 2차 사업에서는 신형 노리쇠뭉치를 채용하여 신뢰성을 강화하게 된다. 특히 M16/M4는 가스직동식으로 노리쇠에 직접 뜨거운 열기가 닿는 점이 구조상의 약점으로 지적되어 왔다.
AR계열의 화기의 내구성이 좋지 않았던적이 있었다. 하지만 그건 사용탄환의 문제이거나 사수의 화기 조작 미숙 클리닝 키트가 지급되지않아
화기의 정비를 전혀 안했기 때문에 발생한 문제이지 총기의 문제는 없었다. 물론 가스 작동방식이 탄매가 잦게 쌓이기는 한다만 이건 정비만 잘해주면 별 탈 없는 문제이다.
또한 미군이 제식화기로 사용하는 M4/M4A1의 경우에는 약 30번정도의 크고 작은 개량을 받으며 모래에 쳐박았다가 꺼내쏴도 별 문제가 없을정도로 개량되었다.DDM4V1의 경우에는 가스작동방식이면서도 높은 내구성을 보여준다.
SCAR 프로젝트 당시 가스 작동방식을 사용하는 M4A1은 6만발을 사격하면서 작동불량을 882번이나 일으켰지만 가스 피스톤 방식을 사용하는 SCAR-L은 226회 XM8은 127회
HK416은 233회밖에 작동불량이 일어나지 않았다. 하지만 화기의 작동불량은 청소를 잘해준다해도 걸린다.
그렇기 때문에 총 자체를 튼튼한 녀석을 사용하기 보다는 자기가 사용하는 화기의 기능고장시 더 빨리 그 기능고장을 극복할 수 있는 방법을 터득하고 연습하는게 가장 효울적이고
실제로도 사수들을 그렇게 교육 및 훈련하고있다. 또한 그 테스트 자체가 편파적이었던것이 XM8이 테스트 당시 사용한 탄창은 전용 반투명 탄창이었고 SCAR-L도 새탄창,
HK416은 H&K제 철제 탄창을 사용했다. 그에 반에 M4A1은 노후화된 STANAG 탄창을 사용했고 실제로도 그 테스트에서 M4A1이 일으킨 80%의 작동불량의 원인은 탄창불량으로
인한 문제였다.쉽게 말해 탄창이 탄환을 밀어주지못하니 작동이 제대로 될리없다.
화기의 신뢰성에 영향을 미치는것은 탄환과 탄창의 영향이 가장 크며 작동방식의 영향은 작다 그러나 탄매가 쌓이는 양은 총기에 영향을 줄수 있지만
그만큼 잘 닦아주면 된다.

## M16 소총과의 비교

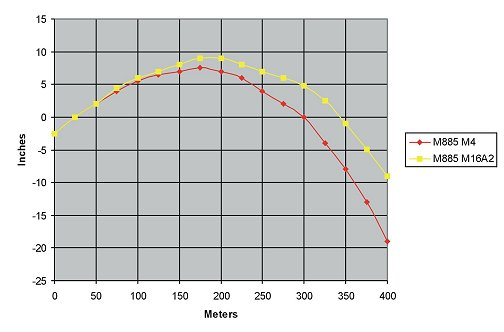
M16A2 소총와 M4 카빈 영점사격시의 M855 탄도

M4A1은 카빈이기 때문에 M16 소총에 비해 총열이 짧아서, 반동이 강하며 소음이 크고 유효 사거리가 짧다. 또한 명중률과 파괴력도 M16 소총에 비해 떨어진다. 또, 노리쇠의 폐쇄 속도가 빨라 안전성도 M16 소총보다 낮다. 대신 연사속도는 M16 소총보다 빠르다.

## 대중 문화

### 영화 및 드라마
- 캡틴 아메리카: 윈터 솔져

윈터솔져가 M203이 부착된 M4A1을 사용한다.
- 나는 전설이다

로버트 네빌이 M4A1을 사용한다.
- 월드워Z

미군들이 주로 M4A1을 사용한다.
- 백두산 (영화)

EOD대원들과 미군들이 M4A1을 사용한다.
- 론 서바이버

마이클 머피 대위와 대니 디츠 하사가 M4A1을 사용한다.

### 게임
- Surviv.io에서 M4와 M4A1-s로 등장한다.
- 소녀전선에서 4성AR으로 스토리를 진행하다 얻는다. 개조시 매우 좋은 성능을 가지게 된다.

## 같이 보기
- M16 소총
- AR-15
- CAR-15
- 콜트 코만도
- M1 카빈
- 카빈
- 돌격소총
- SOPMOD
- HK416